# Rasmus Wejnold Jørgensen
Rasmus Wejnold Jørgensen (født 23. januar 1989) er en dansk atlet (stangspringer). Han var medlem af Københavns IF til 2007 nu i Sparta. Af Dansk Atletik Forbund udnævnt til "Årets mandlige ungdomsudøver 2006". Nummer to ved DM i stangspring; 2005, 2006 og 2007. Vandt DM inde 2007 og er dermed en af de yngste mandlige danske atletik mestre gennem tiderne. Han satte med 5,20 meter i Potsdam 7. juni 2008 og i Bydgoszcz 13 juli 2008 dansk junior rekord. Han satte dansk U23-rekord ved EM i Barcelona 2010 med 5,50.

## Internationale ungdomsmesterskaber
- 2006 Junior VM stangspring nummer 26 med 4,80
- 2005 Ungdoms-OL stangspring nummer 7 med 4,50
- 2005 U20-NM stangspring nummer 5 med 4,51

## Bedste resultat
- Stangspring: 5,50 meter i Barcelona 2010 (Dansk U23-Rekord)
- Stangspring – indendørs: 5,43 meter i Clermont-Aubiere Frankrig 7 mars 2010

- 100 meter: 11,09 (-1,1) Hvidovre Stadion 14. september 2008
- Længdespring: 6,37 (-0,3) Skive Stadion 23. august 2008

## Ekstern henvisning
- Statletik-profil (Webside ikke længere tilgængelig)